# سوزانا کاپورسو
سوزانا کاپورسو (ایتالیایی: Susanna Capurso؛ زادهٔ ۱۷ ژانویهٔ ۱۹۵۸) بازیگر اهل ایتالیا است که بیشتر در آلمان فعالیت می‌کند.
از فیلم‌ها یا برنامه‌های تلویزیونی که وی در آن نقش داشته است، می‌توان به خیابان لیندن، شیفته نامه‌هایی به ژولیت اشاره کرد.